# Jean Victor Audouin
Jean Victor Audouin (født 27. april 1797, død 9. november 1841) var en fransk zoolog.
Audoins arbejde – som han delvis skrev i samarbejde med Henri Milne-Edwards – beskæftiger sig hovedsageligt med laverestående dyr anatomi og system. Han blev udenlandsk medlem af den svenske Vetenskapsakademien 1833 og medlem af Académie des sciences 1838.